# Entyloma veronicae
Entyloma veronicae är en svampart som först beskrevs av Halst., och fick sitt nu gällande namn av Gustaf Lagerheim 1891. Entyloma veronicae ingår i släktet Entyloma och familjen Entylomataceae.   Inga underarter finns listade i Catalogue of Life.